# 3 Doors Down (album)
3 Doors Down – czwarty album studyjny amerykańskiej grupy rockowej 3 Doors Down wydany 20 maja 2008. Pierwszy singiel z tej płyty pt. „It's Not My Time” został wydany 19 lutego 2008. Inna piosenka z albumu, "Citizen / Soldier" została wydana rok wcześniej jako hołd dla Gwardii Narodowej.

## Lista utworów
Opracowano na podstawie materiału źródłowego
1. Train (3:10)
2. Citizen/Soldier (3:53)
3. It's Not My Time (4:02)
4. Let Me Be Myself (3:48)
5. Pages (3:48)
6. It's the Only One You've Got (4:22)
7. Give It to Me (3:22)
8. These Days (3:39)
9. Your Arms Feel Like Home (3:44)
10. Runaway (3:24)
11. When It's Over (4:17)
12. She Don't Want the World (4:04)

## Utwory bonusowe
1. Feet in the Water (4:34) (Best Buy Exclusive)
2. Who Are You (3:08) (Best Buy Exclusive)
3. It's the Only One You've Got (Acoustic) (iTunes Exclusive; dostępny tylko w przypadku kupienia pełnego albumu)
4. It's Not My Time" (Acoustic) (iTunes Pre-Order; jest dostępny albo w singlu 'I'ts Not My Time', albo w przypadku kupienia pełnego albumu)